# William Muñoz
Pour les articles homonymes, voir Muñoz.
Muñoz  Pérez est un nom espagnol. Le premier nom de famille, en général paternel, est Muñoz ; le second, en général maternel, souvent omis, est Pérez.
William David Muñoz Pérez, né le 17 janvier 1994 à Rionegro (Santander), est un coureur cycliste colombien.

## Biographie
William Muñoz est marié et père d'une enfant.
À la fin de l'année 2018, il remporte sa première course de l'UCI America Tour en disposant d'Óscar Sevilla à l'arrivée du Gran Premio FECOCI, disputé au Costa Rica.

## Palmarès sur route

### Par année
- 2012
  -  Médaillé de bronze du championnat panaméricain du contre-la-montre juniors
- 2018
  - Gran Premio FECOCI
- 2019
  - 1re étape du Tour de Colombie
- 2021
  - 3e de la Clásica de Rionegro

### Classements mondiaux
| Année            | 2017 |
| ---------------- | ---- |
| UCI America Tour | 403e |

## Palmarès sur piste

### Championnats de Colombie
- Cali 2018
  -  Champion de Colombie de l'omnium[3].